# Перельман Григорій Якович
Перельман Григорій Якович (13 червня 1966, Ленінград, РРФСР, СРСР) — російський математик єврейського походження, автор доведення гіпотези Пуанкаре. Кандидат фізико-математичних наук. Працював у Ленінградському відділенні Математичного інституту імені Стєклова (Санкт-Петербург), викладав у ряді університетів США. З 2003 не працює, не спілкується зі сторонніми.

## Життєпис
Народився 13 червня 1966 в Ленінграді, в родині інженера-електрика, який у 1993 емігрував до Ізраїлю. Мати залишилася в Санкт-Петербурзі, працювала вчителькою математики в ПТУ. Перельман закінчив 239-ту фізико-математичну школу міста Ленінграда. У 1982 у складі команди радянських школярів завоював золоту медаль на Міжнародній математичній олімпіаді, що проходила в Будапешті. У 1982 зарахований на математико-механічний факультет Ленінградського державного університету без іспитів. Перемагав на факультетських, міських і всесоюзних студентських математичних олімпіадах. Усі роки навчався тільки на «відмінно». Отримував Ленінську стипендію. Університет закінчив із відзнакою.
Вступив до аспірантури при Ленінградському відділенні Математичного інституту імені В. А. Стєклова. Науковим керівником Перельмана був академік Олександр Данилович Александров. Захистивши кандидатську дисертацію, залишився працювати в інституті старшим науковим співробітником. У 1992 Нью-Йоркський університет і університет Стоні-Брук запросили Перельмана до себе на семестр. У 1993 Перельман продовжив викладання і наукову роботу в Берклі. У 1996 повернувся до Санкт-Петербурга, де працював у рідному Математичному інституті імені Стєклова. Вивчав роботи по потоках Річчі Річарда Гамільтона (англ. Richard Hamilton), організовував семінари. Перельман став відомий своїми роботами з теорії просторів Александрова, зумів довести ряд гіпотез.
Всесвітньо відомим Григорій Перельман став, коли у листопаді 2002 — липні 2003 розмістив на сайті arXiv.org три препринти наукових статей, що у гранично стислому вигляді містили рішення одного з випадків гіпотези геометризації Вільяма Терстона, що слугує доказом гіпотези Пуанкаре ⁣ — однієї з фундаментальних задач математики. Також навів метод вивчення потоку Річчі, що отримав назву теорії Гамільтона — Перельмана. Спроб офіційної публікації своїх робіт Перельман не робив.
У 2003 прочитав у США серію лекцій, присвячених своїм роботам, після чого повернувся до Санкт-Петербурга та оселився у квартирі своєї матері в Купчино.
У грудні 2005 залишив свою посаду чільного наукового співробітника лабораторії математичної фізики в Математичному інституті та повністю перервав контакти з колегами.
До 2006 вийшло кілька робіт авторитетних математиків, які визнають справедливість висновків Перельмана. Було присуджено медаль Філдса «за внесок у геометрію і революційні досягнення розуміння аналітичної та геометричної структури потоку Річчі», але він від неї відмовився. Він заявив, що розпрощався з науковим товариством і більше не вважає себе професійним математиком. У грудні 2006 доказ теорії Пуанкаре журнал Science назвав головним науковим проривом року. 18 березня 2010 Математичний інститут Клея, попри те, що роботи так і не були опубліковані в рецензованих журналах, присудив премію тисячоліття за доведення гіпотези Пуанкаре Григорію Перельману. Призовий фонд премії становить 1 млн доларів США. Перельман відмовився від премії. Перельман офіційно повідомив Інститут Клея про остаточну відмову від премії, назвавши причиною відмови незгоду з несправедливими рішеннями математичного товариства. Він підкреслив, що його внесок у доказ гіпотези Пуанкаре був не більший, ніж внесок Гамільтона. У червні 2010 Інститут Клея провів церемонію вручення премії з врученням символічного сертифіката російському математику Михайлу Громову і Франсуа Пуанкаре, онукові Анрі Пуанкаре.
У вересні 2011 інститут Клея вирішив направити 1 млн доларів на стипендії молодим обдарованим математикам. У тому ж місяці вчена рада Санкт-Петербурзького відділення інституту імені Стєклова висунула кандидатуру Перельмана в академіки Російської академії наук, однак учений ніяк не відреагував на цю ініціативу і до списку кандидатів в академіки не потрапив.
2014 року засоби масової інформації повідомили про те, що Григорій Перельман переїхав жити до Швеції, отримавши робочу візу на 10 років, але залишившись громадянином Росії. Причини переїзду називаються різні — як отримання високооплачуваної роботи, так і переїзд до родичів.

## Цікаві факти
Існує помилкове судження, що Григорій Перельман є сином Якова Перельмана — відомого радянського популяризатора науки. Це не відповідає дійсності, оскільки Яків Перельман помер за понад 20 років до народження Григорія.
На честь математика названо астероїд 50033 Перельман.
В опублікованому в жовтні 2007 газетою The Sunday Telegraph списку 100 геніїв сучасності Григорій Перельман поділив з бразильським архітектором Оскаром Німейєром (Oscar Niemeyer) і американським композитором-мінімалістом Філіпом Глассом (Philip Glass) 9 місце.